# Ruritanien
Ruritanien ist ein fiktives Königreich in Mitteleuropa, das zuerst als Ort der Handlung des Abenteuerromans Der Gefangene von Zenda (1894) des Briten Anthony Hope bekannt wurde. Es gab dem Genre der ruritanischen Romanzen den Namen.

## Volkswirtschaft
Ruritanien ist ebenfalls der Name eines hypothetischen Landes, anhand dessen Vertreter der österreichischen Schule der Volkswirtschaft ökonomische Konzepte lehren. Bekannte Wirtschaftswissenschaftler, die diese Tradition übernommen haben, sind Ludwig von Mises, Murray Rothbard, Henry Hazlitt und Walter Block. Walter Lippmann benutzte das Wort zur Beschreibung des Stereotyps, das die Vision internationaler Beziehungen während und nach dem Ersten Weltkrieg bestimmte.
In Nationalismus und Moderne (Nations and Nationalism) von Ernest Gellner wird Ruritanien benutzt, um die stereotypische Entwicklung des Nationalismus im Osteuropa des 19. Jahrhunderts darzustellen. Hier werden Geschichtserzählungen von Nationalbewegungen bei den Tschechen, Polen, Serben, Rumänen usw. ineinander verwoben. In Gellners Geschichte entwickeln ländliche Ruritanier, die im „Reich von Megalomania“ leben, ein Nationalbewusstsein aufgrund der Entwicklung einer ruritanischen „Hochkultur“ durch eine kleine Gruppe ruritanischer Intellektueller als Antwort auf Industrialisierung und Arbeitsmigration.
Juristen, die sich auf internationales Recht spezialisieren, benutzen ebenfalls oft den Namen Ruritanien (wie auch die anderer fiktionaler Länder), wenn sie einen hypothetischen Fall zur Erhellung einer Rechtsfrage konstruieren.
Ruritanien lieferte auch die Idee für viele andere fiktionale Länder, wie Ixania in Eric Amblers The Dark Frontier; mit dem Original teilen sie die Darstellung komplexer Machtkämpfe in einem fiktionalen Land, in die die Hauptfigur, ein Besucher aus einem wirklichen Land, tief verwickelt wird.
Der australische Außenminister Alexander Downer sprach von Ruritanien als einem fiktiven Feind, als er ein Sicherheitsabkommen zwischen Australien und Indonesien (unterzeichnet am 8. November 2006) erklärte: „Wir brauchen kein Sicherheitsabkommen mit Indonesien, damit wir beide die Ruritanier abwehren. Darum geht es in dieser Beziehung nicht. Es geht um Zusammenarbeit bei den Bedrohungen, denen wir uns stellen müssen, und das sind verschiedene Arten von Bedrohungen.“
Der Professor für Biochemie, Wissenschafts- und Science-Fiction-Autor und Humortheoretiker Isaac Asimov verlegte ethnisch diskriminierende Witze immer nach Ruritanien.
In der Hörspielreihe Professor van Dusen von Michael Koser taucht Ruritanien in der Folge Hatch will heiraten des Jahres 1981 auf: Heiratsschwindler tarnen sich als ruritanischer Adel. Das Land liegt hier in Südosteuropa und die Bewohner sprechen eine slawische Sprache.

## Schrift
Ruritania heißt auch eine Jugendstil-Frakturschrift, die von dem australischen Designer Paul J. Lloyd entworfen wurde.

## Geschichtswissenschaft
Arnold J. Toynbee nannte in seinem Buch Kultur am Scheidewege als Metapher den Teil Europas, der nach dem Zweiten Weltkrieg von den USA im „westlich-demokratischen Sinne“ zivilisiert werden müsse, Ruritanien. Ernest Gellner bezieht sich auf ein fiktives Ruritanien in seiner Theorie des Nationalismus.